# Ахмед Сойдемир
Ахмед Зеки Сойдемир (на турски: Ahmet Zeki Soydemir) е османски офицер и турски генерал.

## Биография
Роден е през 1883 г. в град Солун. Заместник-командир е на 21 полк. В отделни периоди е в щаба на втори корпус, началник-щаб на 48 дивизия, на трети корпус, на южния фронт и други. Бил е заместник-командир на седма кавалерийско-пехотна дивизия. Два пъти е депутат в събранието на Република Турция. Участва в Балканските войни, Първата световна война и Гръцко-турската война от 1919 – 1922 г.